# Cetinska krajina
Cetinska krajina je povijesno zemljopisna cjelina u središnjoj Dalmaciji u Hrvatskoj.

## Zemljopis
Zemljopisno područje Cetinske krajine predstavlja prostor čiju sjevernu i sjeveroistočnu granicu čini prostor od najvišeg planinskog vrha Republike Hrvatske Dinare (Sinjala) na planini Dinari, prateći osnovni greben planine Dinare uz granicu s Bosnom i Hercegovinom te vežući se na planinu Kamešnicu, istočno se preko prostora sela Aržana i Dobranja, zatim jugoistočno prema Novim Selima te prema jugu ispod sela Biska i Dicma k zapadu preko Osoja i Broćanca na Muć odakle na planinu Svilaju i njeni hrbat s kojega prema selu Maovicama i vrhu Kijevskom Batu i selu Kijevu i Polači koje se nalaze u samom podnožju planinskog vrha Sinjal.
Taj se prostor u nekim povijesnim okvirima mijenjao ovisno o geopolitičkom stanju. Tako je po statutu Sinjske alke prostor na sjevernoj granici dolazio do sela Otišića, a u nekim drugim obuhvaća prostor u široj okolici Sinjskog polja, između planinskog lanca Dinare i Kamešnice na sjeveroistoku te planina Svilaje, i brda Visoštice, Runjavca i Malog Mosora na zapadu i jugozapadu, u srednjem dijelu toka rijeke Cetine. 
Danas se na njenom područje nalaze sljedeće upravne jedinice:
- gradovi Sinj, Vrlika i Trilj,
- općine Hrvace, Otok i Dicmo, te dijelovi općina Dugopolje, Civljane i Muć.

## Povijest

### Bakreno i brončano doba
Prema istraživanju za područje Sinja a tako i Cetinske krajine od strane dr. Tonćija Miloševića 1980-ih otkrio tragove ljudskog obitavanja na ovom području starosti preko 5000 godina. Najstariji pronalasci obitavanja ljudi na području sežu u bakreno doba (2500. – 1900. godina pr. Kr.), dok se neprekinutu naseljenost na području može pratiti od kasnog brončanog doba (1200. – 800. godina pr. Kr.).

### Rimsko doba
Nalazeći se u ilirskim pokrajinama a u zaleđu Salona, Narona i Aspalathos/Spalatos (gr.), Spalatum velikih naseljenih mjesta rimskog doba, u rimsko doba na području Cetinske krajine postoje dva veća naselja Aequum (sa svim infrastrukturnim značajkama grada) i Tilurij (vojni garnizon) uz nekoliko manjih mjesta uz razvijenu mrežu rimskih puteva (puteva za zaprežna vozila) koji su povezivali naselja u unutrašnjosti danas Cetinske krajine međusobno i s gradovima na obali jadranskog mora.
U rimsko doba, na južnim padinama brda iznad Sinja na kojem se nalazi Sinjski grad postojalo je domorodačko naselje delmatskih Osinijata. Kasnije naziv Osinium antički naziv Sinja, postaje izvor prema kojem grad Sinj dobiva srednjovjekovne nazive Fsini, Zyn, Syn, Syngh, Sfinga, Wssy,... a prema njima i današnji naziv Sinj.

### Srednji vijek
Za vrijeme 6. stoljeća i na početku 7. stoljeća, na Sinjskom gradu je bizantska utvrda naziva Asinio, dok se u njegovu podnožju nalazi nekoliko većih stambenih objekata i ranokršćanskih crkava.
Potom dolazi do razdoblja naseljavanja i pokrštavanja Hrvata.

### Cetinska županija
Razdoblje 9. stoljeća obilježeno je u povijesti kao doba gradnje crkve sv. Spasa i utjecaju Bizanta.

Ovo razdoblje duboko je obilježilo područje Cetinske krajine davši joj i samo ime. Ime Cetinske krajine ne potječe izravno od imena rijeke Cetine, nego od hrvatske srednjovjekovne županije Cetine koju još u 10. st. bilježi bizantski car - pisac Konstantin Porfirogenet. Navedeno ime, dakle, ravnopravno nose i rijeka i kraj.
Jedna od povijesnih županija koje u 10. stoljeću spominje Konstantin Porfirogenet jest Tzentzena, Zetina, Zentena, Gentena, to jest Cetina. Županija se prostirala na području od planine Dinare do Mosora, te sa svih strana bila okružena velikim brdima i planinama: sa strane istoka Prolog, Kamešnica, s južne strane Mosor, te zapadno Svilaja i Dinara, a sa sjevera Gnjat.
Predstavljajući u tom obliku cetinsku dolinu, od izvora rijeke Cetine do Trilja nizajući polja uz rijeku Cetinu;
- Suhopolje (Suvopolje),
- Vrličko polje,
- Marusko polje,
- Ribarić,
- Hrvatačko polje i
- Sinjsko polje.

Povijesna županija je bila u odnosu na neke druge prostore dobro napučena i u njoj s jedne i druge strane polja uz rijeku rasporedila sela i izgrađeni gospodski gradovi.

Graničila je sa županijama:
- istočno livanjskom i imotskom,
- južno primorskom, poljičkom i zminjskom,
- zapadno kninskom i
- sjeverno psetskom.

Pisana građa spominje župane:
- Dragomir iupanus de Cetina 1069. godine za kralja Petra Krešimira IV. [5] i
- Pribini comitis Cetinensis 1078. godine za kralja Dmitra Zvonimira kada je kralj darovao desetine ove županije Lovri splitskom prabiskupu iuppam eam quam Centenam ajunt [5] i
- župan Vitina zatinscico
- nakon toga župa kneza Domalda, kojemu je 1210. godine župu kao takvu poklonio kralj Andrija II.[5]
- zatim knezova Nelipića i
- Talovaca od 1435. godine.

Previranja oko zemlji koje posjeduju hrvatskih velikaških obitelji na području Cetinske krajine a poslije i ugrozama od osmanlija, izgrađeno je više utvrda:
- utvrda Prozor - Vrlika, sagradili su je hrvatski plemići Hrvatinići ranih 1400-ih. Bila je dijelom malog obrambenog lanca utvrda na jugu Hrvatskog Kraljevstva. U razdoblju turskih osvajanja hrvatskih krajeva, Prozor je došao na udar osmanskih navala na Hrvatsko Kraljevstvo. Turci su ju uspjeli zauzeti 1523. godine. Krajem 17. st. Mletačka Republika istjerala je Osmanlije iz tih krajeva.
- Glavaš - Vrlika, najvjerojatnije je sagrađena u 15. stoljeću
- Potravnik - Potravlje, najstariji joj je spomen iz 1371. godine.[6] Vjerojatno je da je sagrađena istog stoljeća[6] a da su ju dali sagraditi hrvatski plemići Nelipići. Spominje se i 1433. godine.[7] Selo ispod te tvrđave dobilo je ime Podtravnik odnosno danas u obliku Potravlje.[7] U razdoblju turskih osvajanja hrvatskih krajeva, Potravnik je došao na udar osmanskih navala na Hrvatsko Kraljevstvo 1522. godine.[6] Branitelji su se uspjeli obraniti.
- Sinjski grad - Sinj, jedna od glavnih obrambenih utvrda tog doba obilježena Sinjskim ratom i obranom grada 1715. godine
- Stolac - Lučane, manja utvrda
- Vir - Otok, utvrda na lijevoj obali Cetine, s arheološkim lokalitetom Manastirine
- Brez - Sinjsko polje, točna lokacija nepoznata
- Čačvina - Čačvina, utvrda na važnom križanju puteva
- Nutjak - Trilj, utvrda koju je izgradio krajem 15. stoljeća poljički knez Žarko Dražojević (1438. – 1508.) radi zaštite krajeva zapadno od rijeke Cetine pred turskim prodorima, no već početkom 16. stoljeća dolazi pod otomansku vlast. Oslobođen je u Morejskom ratu, 1685. godine i tada je razrušena te poslije više nije obnavljana.

Osmanlijskim osvajanjima nakon što su zaposjeli Bosnu, na meti se našao Cetinski kraj, i osmanlije su u prvoj polovici 16. stoljeća (cca 1536. godine) cijelu zaposjeli. U tom razdoblju Nahija Sinj i Cetina pripadaju Bosanskom sandžaku. Poslije 1537. dio Kliškog sandžaka.

Područje biva zahvaćeno Kandijskim ratom i velikim turskim ratom.

Padom moći Turaka tijekom 17. i 18. stoljeća područje Cetinske krajine dolazi pod mletačku vlast.

Nakon mletaka područje kratko biva pod habsburgovcima do dolaska Napoleona i osnivanja Ilirskih pokrajina, da bi se njegovim padom vratile pod Bečku upravu. To razdoblje je Bečke vlasti je jedno od najboljih što se tiče razvitka u gospodarskom smislu i pravnim stečevinama, školstvu, zdravstvu i stvaranju infrastrukture tipa lokalnih i magistralnih cesta, željezničke pruge Split - Sinj, protoka roba i usluga. Što se tiče iseljavanja to razdoblje je jedno od onih koji se pamte kao "trbuhom za kruhom".

### 20. stoljeće
Prvi svjetski rat izaziva jedan od većih valova iseljavanja, također i velika svjetska kriza 20-ih godina 20. stoljeća.

Drugi svjetkim ratom u Cetinskoj krajini pokaziva svoje najgore lice, broj stradalih (poginulih, ranjenih i nestalih), te ratna šteta prouzročena od strane Sila osovine i saveznika je nemjerljiva, te uz ratne i poratne zločine, nastalu poslijeratnu ekonomsku situaciju uzrokuje još jedan u nizu val iseljavanja iz ovih krajeva. Gospodarski oporavak u SFRJ je nastupio dosta prije demografskog, te se stanje gotovo normalizira tijekom sedamdesetih godina 20. stoljeća. 

Godine 1956. i početkom izgradnje brane, a potom i HE Peruća, na slivu rijeke Cetine se na području Cetinske krajine gradi još nekoliko važnih hidroenergetskih postrojenje, rješava problem sezonski poplava Sinjskog polja, meliorizacija istog, počinje s radom dosta industrijskih tvrtki kao što su najveća tvornica konca u SFRJ "Dalmatinka", koje zapošljavaju značajan broj radno sposobnog stanovništva. 

Tijekom 1990-ih godina sjeverni dio Cetinske kraijine: gotovo cijeli masiv planine Dinare, grad Vrlika, naselja Kijevo, Civljane, Otišić, Maovice, Ježević, Koljane, Garjak, Podosoje (Vrlika), Laktac,Dabar (Hrvace), Maljkovo, Potravlje, Zasiok, Vučipolje, Bitelić (oba), Satrić i dijelom Hrvace i Rumin zbog domovinskog rata bivaju okupirani od strane pobunjenih Srba, četnika i JNA. Na tom području počinjena je značajna materijalna šteta jer je popriličan broj stambenih i gospodarskih objekata, opljačkan, spaljen i razrušen zbog ratnog djelovanja. Brana Peruća je 28. siječnja 1993. minirana i prijetila je uništavanjem i potapanjem gotovo svega nizvodno do grada Omiša na ušću Cetine u Jadransko more. Brzom oslobodilačkom akcijom hrvastke vojske pod nazivom Operacija Peruća je spriječena katastrofa i omogućeno je spašavanje samog objekta brane i područja nizvodno. Okupirano područje Cetinske krajine je olobođeno u cijelosti operacijom Oluja 4. kolovoza - 7. kolovoza 1995. godine. Nakon oslobođenja krenulo se u obnovu ratom uništenog prostora na kojem će ostati zabilježen veliki broj ratnih zločina, uništena infrastruktura, vjerski objekti i privatna imovina te veliki broj stanovnika koji se trajno iselio s tog područja.

Dolaskom kapitalističkog ekonomskog sustava veliki broj tvrtki koje su zapošljavale značajan broj stanovnika u Cetinskoj krajini propada ili se restrukturira po broju zaposlenih u značajno manje tvrtke.    
Povijesno središte Cetinske krajine u prošlosti i danas je grad Sinj, te većina naselja Cetinske krajine gravitira ka njemu.